# Hórreo Cartário
Hórreo Cartário (em latim: Horrea Chartaria) foi um armazém (hórreo) da antiga Roma localizado, segundo os Catálogos Regionais, na Região IV - Templo da Paz. Estava próximo ao Templo de Telo e atuou como centro de armazenamento e comércio de papel. Segundo Geoffrey Rickman, provavelmente foi fundado durante o período da dinastia severiana ou mais tarde.